# NEMO Science Museum
NEMO Science Museum is een wetenschap- en technologiemuseum in Amsterdam. Het museum trok in 2023 725.000 bezoekers.
Het motto van NEMO is Hands On! De objecten in NEMO zijn vaak experimentele opstellingen waarbij de bezoeker zelf een wetenschappelijk verschijnsel op het gebied van natuurkunde, scheikunde, biologie en gedragswetenschappen kan onderzoeken. Het museum wil jongeren door experimenten enthousiasmeren voor wetenschap en techniek. Zo'n 38% van de bezoekers is jonger dan 18 jaar.

## Tentoonstellingen
De vaste tentoonstelling is onderverdeeld in verschillende aspecten van wetenschap en techniek. In Fenomena kunnen bezoekers diverse natuurverschijnselen onderzoeken, in Technium onderzoekt men techniek en technologie, in Elementa draait het om astronomie en scheikunde, en in Humania om de mens in al zijn facetten. In het Lab (een onderdeel van Elementa) kunnen bezoekers een echte laboratoriumproef doen. Op het dakterras bevindt zich dan nog de tentoonstelling Energetica, die over energie uit duurzame bronnen gaat.

## Gebouw
Het museum is gebouwd op de fundamenten van de IJ-tunnel en gelegen aan het Oosterdok. Het gebouw uit 1997, dicht bij het Centraal Station van Amsterdam, is ontworpen door Renzo Piano. De vorm van het gebouw stelt de ingang van de IJ-tunnel voor, gespiegeld ten opzichte van de grond.

## Geschiedenis
NEMO begon in 1923 als Museum van den Arbeid, opgericht door schilder Herman Heijenbrock. De naam veranderde in 1954 in het NINT (Nederlands Instituut voor Nijverheid en Techniek). Deze voorgangers van NEMO waren gehuisvest op de Rozengracht en de Tolstraat in Amsterdam. In 1997 werd vervolgens NewMetropolis geopend in het huidige - groene - gebouw aan het Oosterdok boven op de IJtunnel. Na financiële problemen in 2000 maakte het instituut een doorstart onder de nieuwe naam Science Center NEMO, en vervolgens NEMO Science Museum.
In 2019 nam het museum samen met het Rijksmuseum Boerhaave en het Teylers Museum het initiatief om de Irispenning in het leven te roepen als prijs voor excellente wetenschapscommunicatie.

## Organisatie
Het NEMO Science Museum is onderdeel van de Stichting Nationaal Centrum voor Wetenschap en Technologie, dat onder andere ook het Weekend van de Wetenschap en het digitale platform Kennislink tot zijn activiteiten heeft. Sinds 2011 is NEMO erkend als geregistreerd museum.

## Collectie
Naast de interactieve opstellingen beheert het museum tevens een collectie van 20.000 objecten. Deze zijn grotendeels afkomstig van het voormalige publiekscentrum Energetica. Op zijn beurt was hun collectie afkomstig van het voormalige museum van KEMA en het Amsterdamse Gemeente-energiebedrijf. De collectie spitst zich toe op verlichting, installatietechniek, energieopwekking/-opslag en huishoudelijke elektrische apparaten. NEMO beschikt over een depot in Amsterdam-Noord.

## Galerij
- Het Nemo-gebouw in het Oosterdok (foto, 2006).

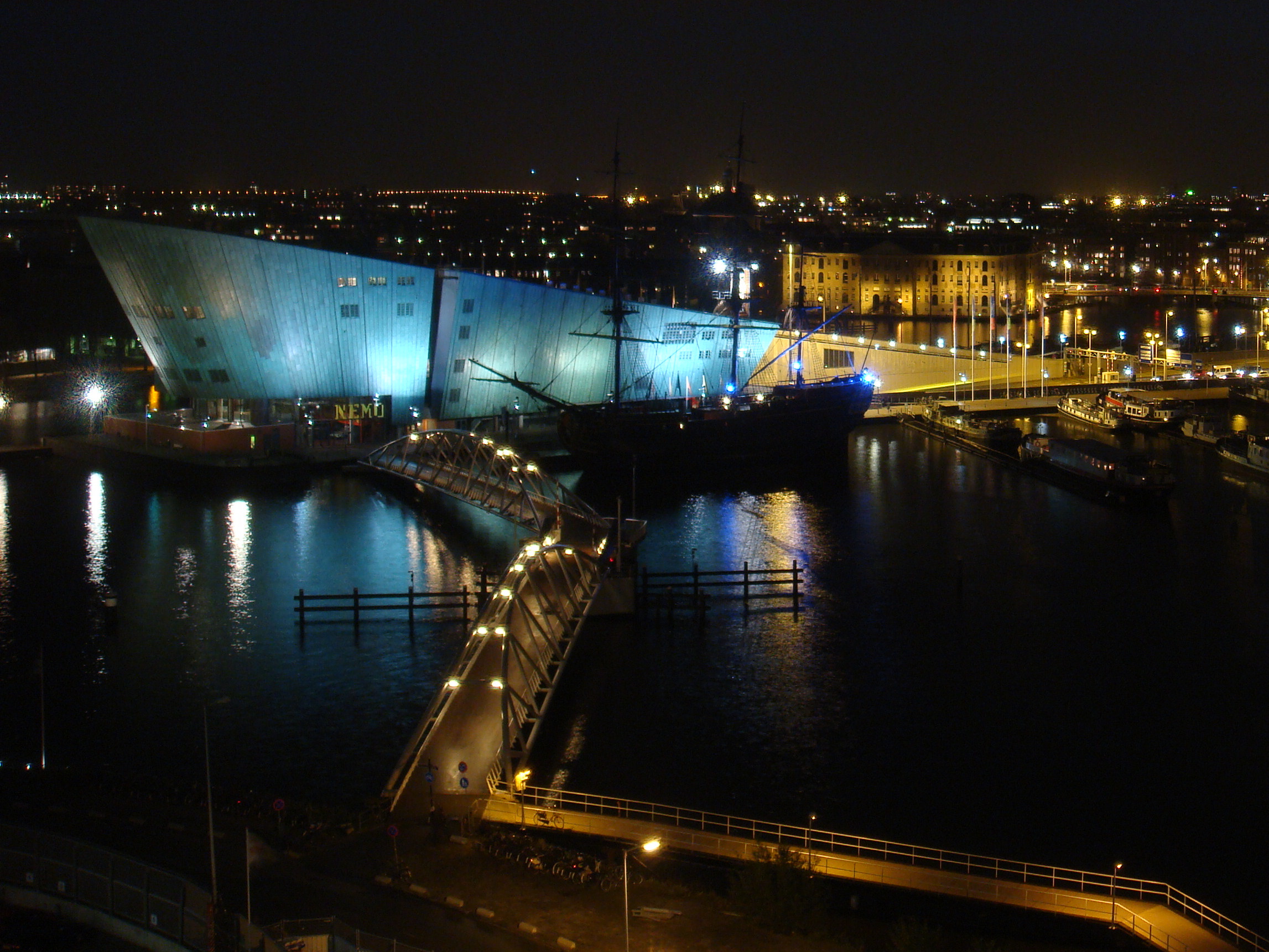
NEMO 's nachts, met de loopbrug vanaf Oosterdokseiland (foto, 2008).
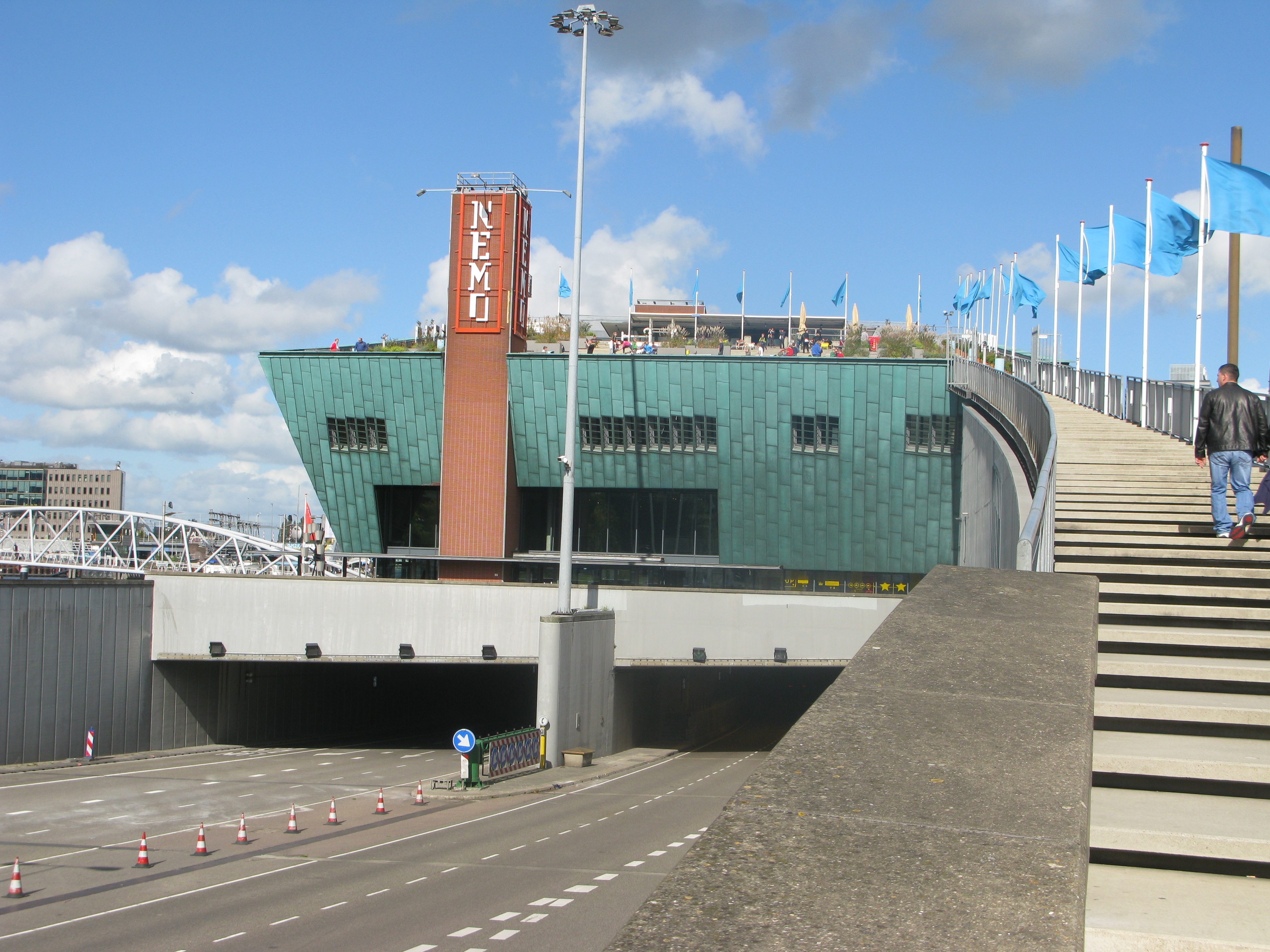
NEMO-terras, boven ingang van de IJ-tunnel (foto, 2012).
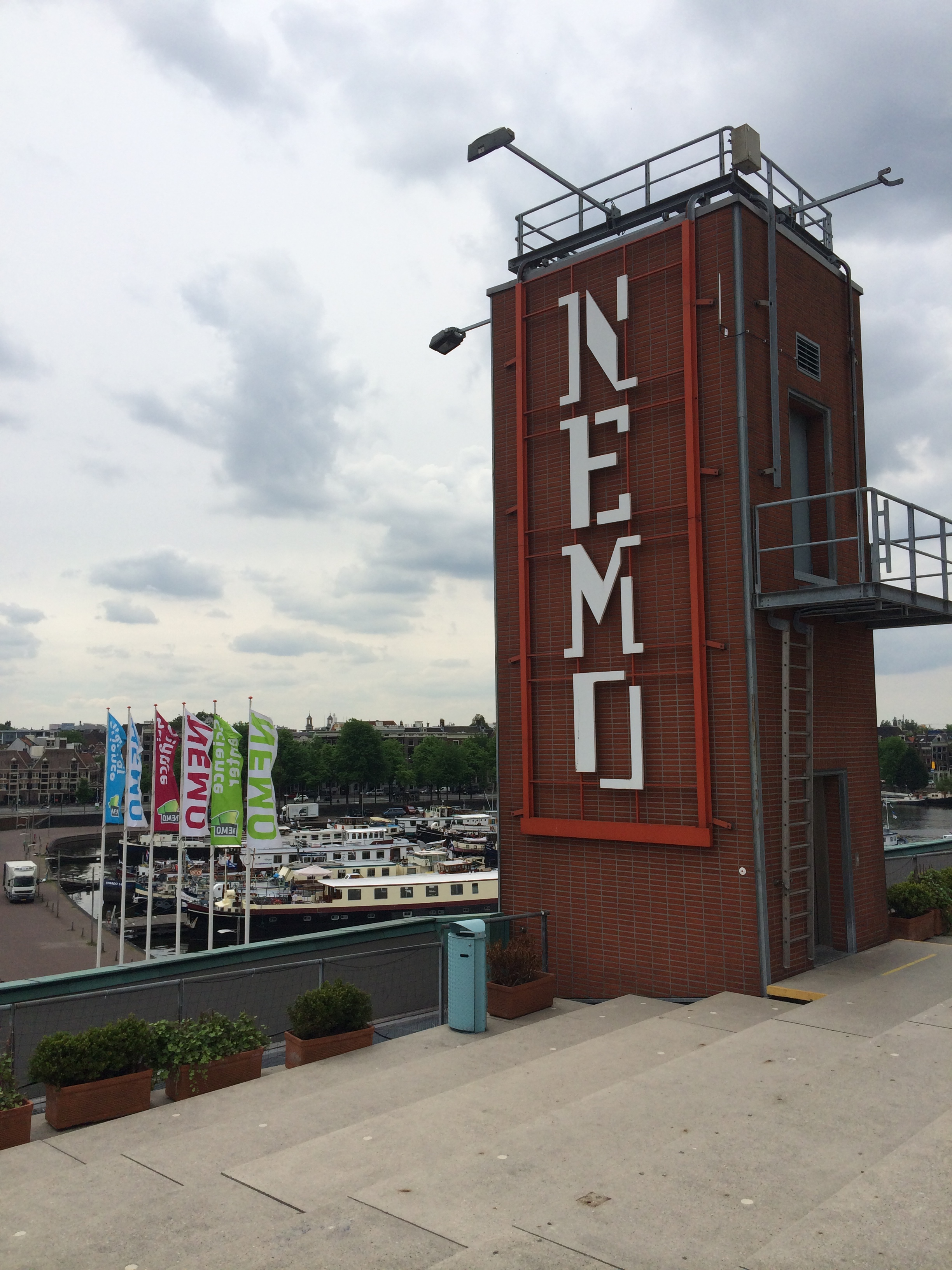
De toren van het technologiemuseum (foto, 2014).
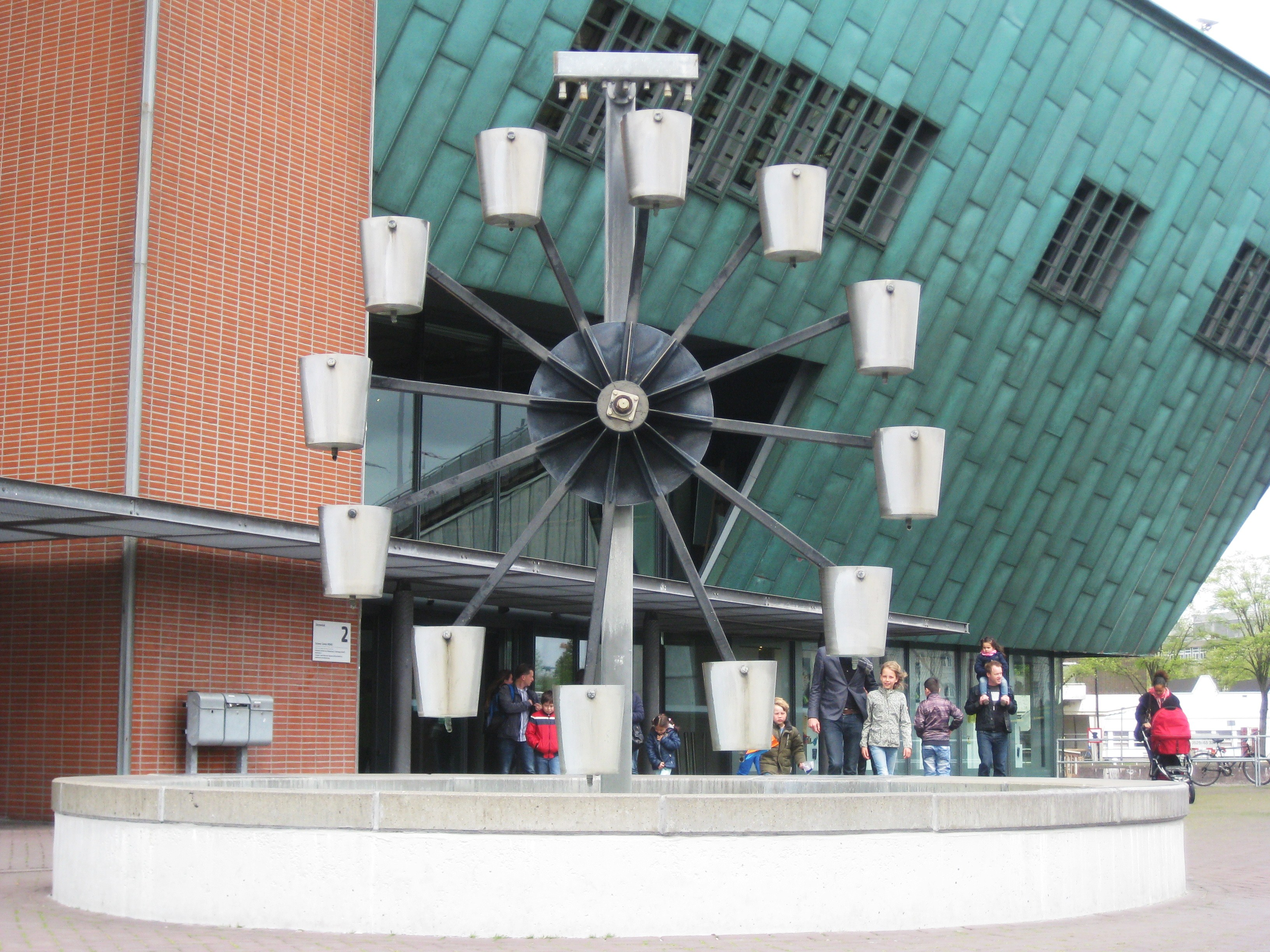
Fontein voor de ingang van NEMO (foto, 2015).
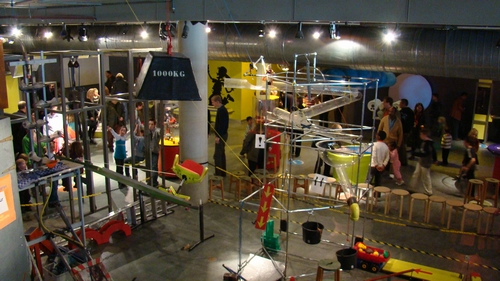
Deel van het interieur (datum foto, onbekend).